# Гашову
Гашову (Gashowu Yokuts) — мёртвый индейский язык, который принадлежит нимской группе йокутской языковой семьи, на котором раньше говорили йокуты или кассоны, которые сейчас проживают в долине реки Хоакин штата Калифорния в США.